# OOSP2
OOSP2 (англ. Oocyte secreted protein 2) – білок, який кодується однойменним геном, розташованим у людей на 11-й хромосомі. Довжина поліпептидного ланцюга білка становить 158 амінокислот, а молекулярна маса — 17 971.
| 10         |  | 20         |  | 30         |  | 40         |  | 50         |
| ---------- |  | ---------- |  | ---------- |  | ---------- |  | ---------- |
| MALEVLMLLA |  | VLIWTGAENL |  | HVKISCSLDW |  | LMVSVIPVAE |  | SRNLYIFADE |
| LHLGMGCPAN |  | RIHTYVYEFI |  | YLVRDCGIRT |  | RVVSEETLLF |  | QTELYFTPRN |
| IDHDPQEIHL |  | ECSTSRKSVW |  | LTPVSTENEI |  | KLDPSPFIAD |  | FQTTAEELGL |
| LSSSPNLL   |  |            |  |            |  |            |  |            |

A: Аланін

C: Цистеїн

D: Аспарагінова кислота

E: Глутамінова кислота

F: Фенілаланін

G: Гліцин

H: Гістидин

I: Ізолейцин

K: Лізин

L: Лейцин

M: Метіонін

N: Аспарагін

P: Пролін

Q: Глутамін

R: Аргінін

S: Серин

T: Треонін

V: Валін

W: Триптофан

Секретований назовні.